# Parafia Katedralna Świętych Apostołów Piotra i Pawła w Legnicy
Parafia katedralna Świętych Apostołów Piotra i Pawła w Legnicy – parafia rzymskokatolicka w dekanacie Legnica Wschód w diecezji legnickiej.

## Zasięg parafii
Ulice: Andersa, Bankowa, Biskupia, Chłapowskiego, Dziennikarska 1, 3, 5,5a, Gwarna 5 i 7, Jana Pawła II, Jaworzyńska 2-68, pl. Katedralny, Korfantego, Kossak, Kościuszki 2-35, ks. Tadeusza Łączyńskiego, Łukasińskiego, Mickiewicza, Młynarska 5 i 6, Muzealna, Najświętszej Maryi Panny, Okrzei 1-8, 13, 14,19, Orzeszkowej, Oświęcimska, Piekarska 1,3,5,9,11,13,15,17,21, Powstańców Śląskich, Rataja, Reymonta, Roosevelta, Rynek 1-5/6 i 20-22, Skarbka, pl. Słowiański, Szkolna, Środkowa 2 i 4, św. Elżbiety, św. Maksymiliana Kolbego 1c i 7, św. Piotra, Tatarska, Traugutta, Witelona, Wjazdowa, Wojska Polskiego 1-19, Wrocławska 1,3,5,5of,7,9,11,13, Wyspiańskiego 1-5, Złotoryjska 1-17, 21, 23, 25, 48, 50, 52, 58, 68, 70, 72, 74, 76, 78, 88, 90, 92, 94, 96a, 96b, 98, 100, 102, 104, 106, 108, 110, 112, 114.

## Proboszczowie parafii od 1948 roku
- ks. prałat Tadeusz Łączyński (1948–1988)
- ks. infułat prof. dr hab. Władysław Bochnak (1988–2011)[2]
- ks. prałat Robert Kristman (od 2011)